# 武夷小檗
武夷小檗（学名：Berberis wuyiensis）为小檗科小檗属的植物，是中国的特有植物。分布于中国大陆的江西、福建等地，生长于海拔1,900米至2,100米的地区，常生长在疏林中和山顶灌丛中，目前尚未由人工引种栽培。